# Paraguay az 1992. évi nyári olimpiai játékokon
Paraguay a spanyolországi Barcelonában megrendezett 1992. évi nyári olimpiai játékok egyik részt vevő nemzete volt. Az országot az olimpián 6 sportágban 27 sportoló képviselte, akik érmet nem szereztek.

## Atlétika
Férfi
| Versenyző           | Versenyszám   | Selejtező | Selejtező | Döntő    | Döntő    |
| Versenyző           | Versenyszám   | Eredmény  | Helyezés  | Eredmény | Helyezés |
| ------------------- | ------------- | --------- | --------- | -------- | -------- |
| Ramón Jiménez-Gaona | Diszkoszvetés | 59,78 m   | 16.       | kiesett  | kiesett  |
| Nery Kennedy        | Gerelyhajítás | 65,00 m   | 30.       | kiesett  | kiesett  |

Női
| Versenyző      | Versenyszám | Selejtező | Selejtező | Döntő    | Döntő    |
| Versenyző      | Versenyszám | Eredmény  | Helyezés  | Eredmény | Helyezés |
| -------------- | ----------- | --------- | --------- | -------- | -------- |
| Natalia Toledo | Távolugrás  | 573 cm    | 27.       | kiesett  | kiesett  |

## Cselgáncs
Férfi
| Versenyző        | Versenyszám | Selejtező                         | 32-es főtábla     | Nyolcaddöntő      | Negyeddöntő       | Elődöntő          | Vigaszág első kör | Vigaszág nyolcaddöntő | Vigaszág negyeddöntő | Vigaszág elődöntő | Bronz- mérkőzés   | Döntő             | Helyezés |
| Versenyző        | Versenyszám | Ellenfél Eredmény                 | Ellenfél Eredmény | Ellenfél Eredmény | Ellenfél Eredmény | Ellenfél Eredmény | Ellenfél Eredmény | Ellenfél Eredmény     | Ellenfél Eredmény    | Ellenfél Eredmény | Ellenfél Eredmény | Ellenfél Eredmény | Helyezés |
| ---------------- | ----------- | --------------------------------- | ----------------- | ----------------- | ----------------- | ----------------- | ----------------- | --------------------- | -------------------- | ----------------- | ----------------- | ----------------- | -------- |
| Vicente Céspedes | Harmatsúly  | Augusto Almeida (POR) · 0000-1000 | kiesett           | kiesett           | kiesett           | kiesett           |                   |                       |                      |                   |                   |                   | 36.      |

## Labdarúgás
| Paraguayi férfi labdarúgócsapat-játékoskeret | Paraguayi férfi labdarúgócsapat-játékoskeret |
| --- | --- |
| - Guido Alvarenga - Francisco Arce - Celso Ayala - Arsenio Benítez - Harles Bourdier - Mauro Caballero - Carlos Gamarra - Jorge Campos - Andrés Duarte | - Francisco Ferreira - Juan Ramón Jara - Juan Marecos - Gustavo Neffa - Rubén Ruiz - Ricardo Sanabria - Hugo Ranfulo Sosa - Julio César Yegros - Szövetségi kapitány: Sergio Markarian |

### Eredmények
Csoportkör
C csoport
| Csapat           | M | Gy | D | V | Rg | Kg | Gk | P |
| ---------------- | - | -- | - | - | -- | -- | -- | - |
| Svédország (SWE) | 3 | 1  | 2 | 0 | 5  | 1  | +4 | 4 |
| Paraguay (PAR)   | 3 | 1  | 2 | 0 | 3  | 1  | +2 | 4 |
| Dél-Korea (KOR)  | 3 | 0  | 3 | 0 | 2  | 2  | 0  | 3 |
| Marokkó (MAR)    | 3 | 0  | 1 | 2 | 2  | 8  | –6 | 1 |

| 1992. július 26. 21:00 |

| Svédország (SWE) | 0–0         | Paraguay (PAR) |
| ---------------- | ----------- | -------------- |
|                  | Jegyzőkönyv |                |

| Estadi de Sarrià, Barcelona Nézőszám: 15 000 Játékvezető: Lube Szpaszov (bolgár) |

| 1992. július 28. 21:00 |

| Paraguay (PAR) | 0–0         | Dél-Korea (KOR) |
| -------------- | ----------- | --------------- |
|                | Jegyzőkönyv |                 |

| Estadio Luis Casanova, Valencia Nézőszám: 2 000 Játékvezető: Sendid (algériai) |

| 1992. július 30. 21:00 |

| Paraguay (PAR)                     | 3–1               | Marokkó (MAR) |
| ---------------------------------- | ----------------- | ------------- |
| Arce 43' Caballero 57' Gamarra 70' | (1–0) Jegyzőkönyv | Najbet 87'    |

| Estadio Luis Casanova, Valencia Nézőszám: 2 000 Játékvezető: Merk (német) |

Negyeddöntő
| 1992. augusztus 2. 19:00 |

| Paraguay (PAR)                    | 2–4 (h. u.)                 | Ghána (GHA)                   |
| --------------------------------- | --------------------------- | ----------------------------- |
| Acheampong 78' (öngól) Campos 81' | (0–1, 2–2, 2–2) Jegyzőkönyv | Ayew 17' 55' 121' Rahman 114' |

| Estadio La Romareda, Zaragoza Nézőszám: 10 000 Játékvezető: Búdzsszajm (egyesült arab emírségekbeli) |

| Csapat         | Helyezés |
| -------------- | -------- |
| Paraguay (PAR) | 6.       |

## Tenisz
Női
| Versenyző                            | Versenyszám | 32-es főtábla                                                               | Nyolcaddöntő      | Negyeddöntő       | Elődöntő          | Döntő             | Helyezés |
| Versenyző                            | Versenyszám | Ellenfél Eredmény                                                           | Ellenfél Eredmény | Ellenfél Eredmény | Ellenfél Eredmény | Ellenfél Eredmény | Helyezés |
| ------------------------------------ | ----------- | --------------------------------------------------------------------------- | ----------------- | ----------------- | ----------------- | ----------------- | -------- |
| Rossana de los Ríos Larissa Schaerer | Páros       | Franciaország (FRA) · Isabelle Demongeot · Nathalie Tauziat · 1-6, 6-7(3–7) | kiesett           | kiesett           | kiesett           | kiesett           | 17.      |

## Úszás
Férfi
| Versenyző     | Versenyszám    | Előfutam | Előfutam | Előfutam | Döntő   | Döntő   | Döntő   | Helyezés |
| Versenyző     | Versenyszám    | Idő      | Hely.    | Össz.    | Típus   | Idő     | Hely.   | Helyezés |
| ------------- | -------------- | -------- | -------- | -------- | ------- | ------- | ------- | -------- |
| Marcos Prono  | 100 m hát      | 1:02,72  | 1.       | 47.      | kiesett | kiesett | kiesett | kiesett  |
| Marcos Prono  | 200 m hát      | 2:15,25  | 2.       | 39.      | kiesett | kiesett | kiesett | kiesett  |
| Alan Espínola | 100 m pillangó | 1:01,38  | 4.       | 64.      | kiesett | kiesett | kiesett | kiesett  |
| Alan Espínola | 200 m pillangó | 2:11,88  | 3.       | 42.      | kiesett | kiesett | kiesett | kiesett  |

## Vívás
Férfi
| Versenyző            | Versenyszám       | Csoportkör | Csoportkör | Selejtező         | 32-es főtábla     | Egyenes ág a negyeddöntőért | Egyenes ág a negyeddöntőért | Vigaszág a negyeddöntőért | Vigaszág a negyeddöntőért | Vigaszág a negyeddöntőért | Vigaszág a negyeddöntőért | Negyeddöntő       | Elődöntő          | Döntő             | Helyezés |
| Versenyző            | Versenyszám       | Csoportkör | Csoportkör | Selejtező         | 32-es főtábla     | 1. kör                      | 2. kör                      | 1. kör                    | 2. kör                    | 3. kör                    | 4. kör                    | Negyeddöntő       | Elődöntő          | Döntő             | Helyezés |
| Versenyző            | Versenyszám       | Ellenfél Eredmény | Hely.      | Ellenfél Eredmény | Ellenfél Eredmény | Ellenfél Eredmény           | Ellenfél Eredmény           | Ellenfél Eredmény         | Ellenfél Eredmény         | Ellenfél Eredmény         | Ellenfél Eredmény         | Ellenfél Eredmény | Ellenfél Eredmény | Ellenfél Eredmény | Helyezés |
| -------------------- | ----------------- | --- | ---------- | ----------------- | ----------------- | --------------------------- | --------------------------- | ------------------------- | ------------------------- | ------------------------- | ------------------------- | ----------------- | ----------------- | ----------------- | -------- |
| José Marcelo Álvarez | Tőr, egyéni       | 4. csoport · Andrea Borella (ITA) · 4-5 · Piotr Kiełpikowski (POL) · 1-5 · Elvis Gregory (CUB) · 1-5 · Ramiro Bravo (ESP) · 3-5 · Vang Haj-pin (Wang Haibin) (CHN) · 3-5 · Dario Torrente (RSA) · 4-5 | 7.         | kiesett           | kiesett           | kiesett                     | kiesett                     | kiesett                   | kiesett                   | kiesett                   | kiesett                   | kiesett           | kiesett           | kiesett           | 56.      |
| Enzo da Ponte        | Tőr, egyéni       | 3. csoport · Érsek Zsolt (HUN) · 1-5 · Jonathan Davis (GBR) · 1-5 · Udo Wagner (GER) · 0-5 · Anatol Richter (AUT) · 2-5 · Eric Bravin (USA) · 2-5 · Wong Liang Hun (SIN) · 5-4                        | 6.         | kiesett           | kiesett           | kiesett                     | kiesett                     | kiesett                   | kiesett                   | kiesett                   | kiesett                   | kiesett           | kiesett           | kiesett           | 54.*     |
| José Marcelo Álvarez | Párbajtőr, egyéni | 4. csoport · Kulcsár Krisztián (HUN) · 2-5 · Robert Felisiak (GER) · 2-5 · Michael O’Brien (IRL) · 4-5 · Robert Marx (USA) · 3-5 · Manuel Pereira (ESP) · 4-5 · José Bandeira (POR) · 3-5             | 7.         | kiesett           | kiesett           | kiesett                     | kiesett                     | kiesett                   | kiesett                   | kiesett                   | kiesett                   | kiesett           | kiesett           | kiesett           | 66.      |
| Enzo da Ponte        | Párbajtőr, egyéni | 5. csoport · Mauricio Rivas (COL) · 4-5 · Adrian Pop (ROU) · 4-5 · Maurizio Randazzo (ITA) · 1-5 · Gavin McLean (NZL) · 1-5 · Olivier Jacquet (SUI) · 3-5 · Mísel Júszef (LIB) · 1-5                  | 7.         | kiesett           | kiesett           | kiesett                     | kiesett                     | kiesett                   | kiesett                   | kiesett                   | kiesett                   | kiesett           | kiesett           | kiesett           | 68.      |

* - egy másik versenyzővel azonos eredményt ért el